# Polytechnische school
Een polytechnische school is een benaming voor een school waar de graad van ingenieur kan worden behaald.
In de 20e eeuw werden veel van deze polytechnische scholen omgevormd tot technische hogescholen of gewone hogescholen en later soms tot technische universiteiten. Dit was het geval met de Polytechnische School te Delft, die in 1903 is omgevormd tot de Hogere Technische School en uiteindelijk in 1988 tot de Technische Universiteit Delft.
Voorbeelden van (voormalige) polytechnische scholen zijn onder andere:
- École Polytechnique in Parijs (Frankrijk)
- Polytechnische Universiteit van Catalonië in Barcelona (Catalonië)
- Eidgenössische Technische Hochschule in Zürich (Zwitserland)
- Gottfried Wilhelm Leibniz Universiteit in Hannover, in 1830 begonnen als Höhere Gewerbeschule onder Karl Karmarsch.
- Rheinisch-Westfälische Technische Hochschule in Aken (Duitsland)

Onder andere in Rusland wordt de benaming polytechnische school (technikoem in dit geval) nog altijd gebruikt.